# Неконвенционални ресурси нафте и гаса у Србији
Неконвенционални ресурси нафте и гаса у Србији који су на располагању воде порекло из уљних шејлова и нафтно-матичних формација за нафту и гасонсних шејлова, слабопропусних фомрација и слојева угља за гас. Ови ресурси се првенствено могу наћи у лежишту “Алексинац“ и Панонском басену.

## Уљни шејлови
Појаве и лежишта уљних шејлова налазе се налзе у нишком, зајечарском, јужноморавском, краљевачком и подрињско-колубарском региону. Сви наши уљни шејлови су кенозојски и припадају групи ламозита – језерских уљних шејлова ламинарне микростурктуре са доминантним мацералом ламалгинитом. Настали су у језерима средишње и јужне Србије која су у наведеним регионима постојала од палеогена до миоцена. Најстарији уљни шејлови код нас су палеогени уљни шејлови Карпато-Балканида источне Србије (узани појас Књажевац-Пирот), а најзначајнија налазишта припадају олиго-миоцену и доњем миоцену малих кенозијских басена. Укупни ресурси уљних шејлова Србије износе око 5,4*10⁹ т, мада преко половине тих ресурса не испуњава критеријуме за добијање нафте.
Уљни шејлови Србије садрже кероген типа I и II, а степен њихове зрелости одговара рефлексији витринита (испод 0,45% РР дијагенеза). У највећем броју налазишта, међутим, садржај керогена је испод 10%, а принос уља већином не прелази 5%. Повољни изузетак представља, међутим, лежиште “Алексинац“, како у погледу високог садржаја керогена, тако и погледу доброг потенцијала.

## Лежиште Алексинац
Лежиште “Алексинац“ Архивирано на веб-сајту  (17. фебруар 2018), са уљним шејловима у оквиру доњег миоцена, има површину од око 20 km² и обухвата два пакета слојева велике дебљине: доњи – просечне дебљине 20 m и горњи – дебљине од око 75м. Средњи садржај керогена у лежишту износи преко 20%, а принос уља је 10-12%. Пробна производња у реторти старије технологије показала је да се из тоне алексиначког  шејла може добити око 90л нафтног угља и око 400м³ гаса.
Процењени ресурси придобивог угља из лежишта “Алексинац“ износе око 150 милиона тона, што је практично на нивоу откривених геолошких ресурса нафте у нашем делу Панонског басена. Новија испитивања садржаја микроелемената у уљним шејловима Алексинца и њиховој повлати показала су да нема повишених концентрација токсичних и радиоактивних елемената у односу на већину уљних шејлова у свету.

## Панонски басен
Перспективна подручја за производњу нафте из нафтно-матичних формација у Србији налазе се у Панонском басену. Делови басена у којима се матичне стене налазе у “нафтном прозору“ углавном одговарају дубинама на којима температура прелази 110-120 °C, што је достигнуто у већем броју локалних депресија. Као посебно перспективне формације издвајају се лапоровити кречњаци панона коју испуњавају посебне критеријуме.
Према резултатима досадашњих истраживања, у Панонском баснену Србије има перспективних подручја и за производњу гаса из гасоносних шејлова. Зоне са матичним стенама у гасном прозору углавном одговарају температурама од преко 140 °C, али како је препоручени степен зрелости већи, потенцијал имају гасоносни шејлови који се налазе на већим дубинама на којима је температура преко 170-180 °C.  Такве зоне се највећим делом налазе у северном Банату. У њима су сразмерно богате матичне стене панона и старијег миоцена достигле касну фазу генерисања гаса а имају пожељни степен зрелости на дубинама од преко 3200м-3400м. Осим у северном Банату, гасно генеративне зоне се на мањој површини, али и мањој дубини налазе и у јужној Бачкој, средњем и јужном Банату, али у тим подручијима није остварена и зрелост која се препоручује за експлоатацију. Зоне касније фазе генерисања гаса (крековање нафте) налазе се и у Подунавско-Моравској депресији (локалне депресије Дрмно и Марковац), где дебљина терцијара достиже 5000м, мада оне захтевају мању површину.
Осим у гасоносним шејловима, у већем броју локалних депресија нашег дела Панонског басена, гас се свакако може наћи и у слабопропусним формацијама, само остаје питање технологије фрактурације. Седименти понта исталожени у делтној седиментацији представљали би главне објекте за такву експлоатацију.

## Гас из слојева угља
Могућност производње гаса из слојева угља код нас није потпуно сагледана. Осим многобројних басена и лежишта са угљем различитог, мада углавном ниског ранга, од значаја би могли бити и угљеви понта и старијег миоцена који су на различитим дубинама констатовани у Банату током бушења за нафту и гас. У јужном Банату угљеви доњег, средњег и горњег миоцена регистровани су на различитим дубинама. То сведочи о томе да постоји сразмерно велика распрострањеност угљева у нашем делу Панонског басена почевши од депресије Дрмно (Костолац), преко Ковина и већег дела јужног Баната, у ком угаљ достиже значајне дубине.

## Рeфeрeнцe
1. 1 2 3 4  Костић, Александар (2020). Лежишта и истраживање нафте и гаса. Београд: Универзитет у Београду, Рударско-геолошки факултет. стр. 241—242. ISBN 978-86-7352-311-8.